# Altweerterheide
Altweerterheide (uitspraak: [ˌɑltʋeːrtərˈɦɛidə]) (Limburgs: Altwieërthei-j [ɑltwiəʀtˈɦæj], informeel ook de Hei-j) is een kerkdorp in Midden-Limburg (Nederland). Het dorp ligt ten zuidwesten van de Nederlandse stad Weert, ongeveer halverwege Stramproy. Altweerterheide is de meest westelijk gelegen plaats in Nederlands Limburg: het ligt op 3,8 km van België. Het dorp ligt centraal in het Grenspark Kempen~Broek.
In Altweerterheide wordt een Weerterlands, Centraal-Limburgs dialect gesproken.

## Geschiedenis
Het dorp dankt zijn naam aan het bos-, moeras- en heidegebied in het zuidwesten van Weert. Alt betekent oud, Weerter stamt af van de stad Weert en heide van de heidegronden; letterlijk vertaald is het dus Oudeweertseheide. Voor het gebruik van de naam Altweerterheide, woonde er enkele 40 gezinnen in het (buitengebied van het) dorp, voornamelijk in het Zuiden. Deze gezinnen hadden gewoonlijk contacten in Tungelroy en Stramproy. Vanwege de afstanden, wegen en andere beperkte mogelijkheden was er weinig contact met de stad Weert in die tijd. De ontginning van het gebied rond Altweerterheide is pas begonnen in het begin van de twintigste eeuw, wat langzaam heeft geleid tot het cultuurlandschap van vandaag de dag. Er werden in eerste instantie onder andere productiebossen aangeplant bij het meer de IJzeren Man en bij de Altweerterheide, later ontstonden ook de Laurabossen. De Laurabossen bestonden uit grof dennenbos, gebruikt om de mijningangen te stutten. De Laurabossen zijn vernoemd naar de Laura-mijn in Eygelshoven.
Toen de mijnen sloten in 1964 zijn er opnieuw dennen geplant. De aanwezige zandgronden bleven zoals ze waren, aangezien de grond te arm was om er iets op te groeien. Heidegronden zijn ook teruggekomen. Toen ook de van nature aanwezige moerassen waren ontwaterd, was er uiteindelijk meer land beschikbaar voor landbouwgebieden. Dit leidde tot de bouw van verschillende boerderijen in het gebied. In de nabijheid bestond een kapel uit 1723. Later ontstond er een echte woonkern met het houten kerkje uit 1925 als centraal punt. Ook is er een basisschool in het dorp aanwezig vanaf 1930.
Tot aan de Tweede Wereldoorlog woonden er slechts enkele tientallen gezinnen in de kleine woonkern rond de parochiekerk. Na de oorlog trokken veel jongeren uit het dorp weg om in de stad beter werk te zoeken. Dit zorgde voor een leegloop van het dorp.
Na de oorlog werd er een grensovergang met België geopend en werd er een verharde weg aangelegd, de Bocholterweg. Hierdoor ontstond een route van België naar Weert, waar veel Belgische arbeiders dankbaar gebruik van maakten. Maar ook veel Nederlanders, die werkten in de steenkoolmijnen in België, legden de weg door Altweerterheide vaak af. De straatnamen in het dorp zijn afgeleid van de geschiedenis van Altweerterheide, het laatste nieuwbouwproject in het dorp is Ceresahof (2024).

## Heden
Voordat de gemeente Weert samengevoegd werd met Stramproy in 1998, bedroeg de oppervlakte ervan (3000 hectare) ongeveer een derde van die van de gemeente Weert. Het dorp telt in 2008 ongeveer 1100 inwoners. Altweerterheide is vooral een agrarisch dorp.
Verder is een van de eerste (voor Weert) volledig met duurzame materialen gebouwde, energieneutrale woonhuizen verwezenlijkt aan de Heltenbosdijk. Het object is gelegen op het, in de volksmond genaamde, perceel, ‘Bergs Tieske’.

## Bezienswaardigheden
- Heilig Hartkerk, uit 1936.
- Blauwe Meertje, de grootste plas van Midden-Limburg, buiten de Maasplassen. Een trekpleister voor strandtoerisme.

## Natuur en landschap
Altweerterheide is een ontginningsdorp op zandgrond. De hoogte bedraagt ongeveer 33 meter. Belangrijke waterlopen zijn de Tungelroyse Beek, ten zuidwesten van het dorp; zuidelijker loopt de Raam, die het water verzamelt van een aantal beken in Belgisch Limburg (Lozerbeek, Lozerbroeksbeek, Veldhoverbeek en Lechter Rietbeek) en ten zuiden van Altweerterheide in de Tungelroyse Beek uitmondt. Ten noorden van Altweerterheide vinden we nog de Meilossing en de Bocholterbeek. Altweerterheide ligt in het midden van Grenspark Kempen~Broek.
Op de locatie van een voormalige zandwinning is een recreatielocatie gerealiseerd genaamd het Blauwe Meertje. Gelegen vlak bij het IJzeren Man-gebied, waar ook een klimbos, kinderboerderij, natuur en milieucentrum en subtropisch zwembad zijn gevestigd. Veel recreanten uit Weert en omstreken komen naar o.a. het Blauwe Meer toe om tijdens de zomer te zwemmen en op het strand te liggen.
Natuurgebieden in de omgeving van Altweerterheide zijn, onder andere (vanaf het noorden tegen de klok in): IJzeren Man, Kruispeel, Laurabossen, Kettingdijk, Wijffelterbroek, en Tungelerwallen.

## Voorzieningen
Het dorp heeft geen winkels meer. Het dorp telt 1 café /restaurant en enkele zaakjes aan huis, zoals bijvoorbeeld een SRV-wagen. Daarnaast ligt er een basisschool in het dorp (nieuwbouw geopend in oktober 2022) en is er een sporthal.

## Verenigingen
Het dorp heeft bekendheid gekregen door haar zaalvoetbalvereniging, die op een hoog landelijk niveau acteert. Het 1e team van de zaalvoetbalafdeling van SV Altweerterheide acteerde zelfs ooit in de Eredivisie. Tegenwoordig is deze zaalvoetbalvereniging een zelfstandige vereniging, die speelt onder de naam Zaalvoetbal Weert. De wedstrijden worden afgewerkt in sporthal Op den Das te Altweerterheide.
Verdere verenigingen zijn:
- CV de Heiknuiters (carnavalsvereniging)

- Daal-Brook (buurtvereniging)
- Drumband St Antonius
- Harmonie van het heilig hart
- Hei-op (buurtvereniging)
- Kepèl de Hei-jbeesembeengers (boerenkapel)
- Karelke (buurtvereniging)
- Ouderenvereniging Altweerterheide
- Schutterij St Antonius
- SV Altweerterheide (voetbalvereniging)
- TC Altweerterheide (tennisvereniging)
- Zangvereniging Altweerterheide

## Buurtschappen en ontginningen

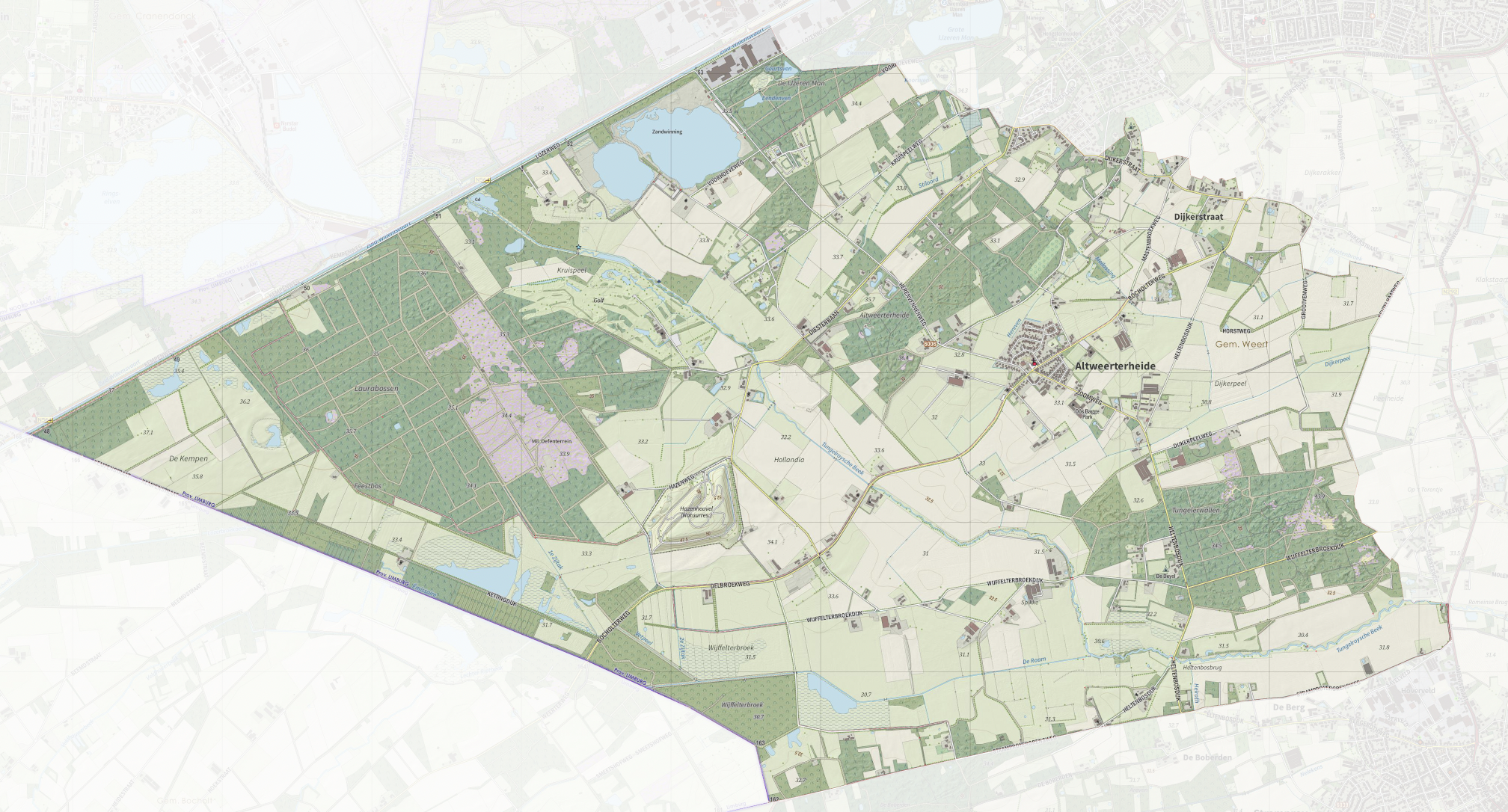
Kaart van Altweerterheide (2022)

De volgende ontginningen (en tevens buurtschappen) liggen in Altweerterheide:
- Delbroek
- Hollandia
- Karelke (onderdeel van de dorpskern)
- Kettingdijk
- Kruispeel
- Wijffelterbroek

Daarnaast is er de buurtschap Dijkerstraat die de noordrand van de ontginning Altweerterheide vormt.

## Nabijgelegen kernen

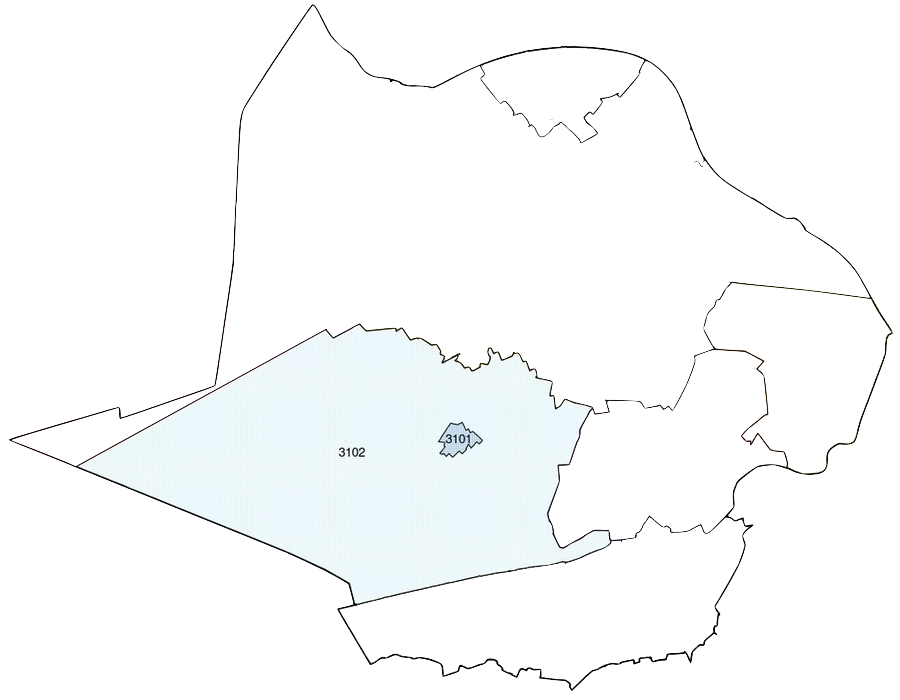
31. Altweerterheide met 3101 Altweerterheide en 3102 Altweerterheide buitengebied

Weert, Tungelroy, Stramproy, Bocholt
| Weert (Boshoverheide) |           | Weert (Kazernelaan) |  | Weert (Keent) |
|                       |           |                     |  |               |
| Lozen (B)             | Tungelroy |                     |  |               |
|                       |           |                     |  |               |
| Bocholt (B)           |           | Stramproy           |  |               |